# Вестминстерский собор
Вестминстерский собор (англ. Westminster Cathedral) — главный католический храм Англии и Уэльса. Расположен в центральном лондонском районе Вестминстер.

## История
Собор вначале предназначался для монахов бенедиктинского монастыря, но затем перешёл во владение католической архиепархии Лондона. Выделяется среди окружающей застройки необычной архитектурой с «полосатой» кладкой из кирпича и мрамора и высокой колокольней. Построен в 1895—1903 годах. Столь необычное сооружение относят к течению «византийского возрождения», распространившегося в период модерна. Для строительства собора был выбран не готический, а неовизантийский стиль по образцу церквей в Константинополе, Венеции и Равенне. Заказчики и архитектор собора Джон Бентли ориентировались на раннехристианскую архитектуру Западной римской империи (столицей которой с 404 года была Равенна) и ортодоксальной церкви (так в то время называли западную церковь). По мнению сторонников теории «готического возрождения» именно эта архитектура, а не чуждый христианству классицизм, получила распространение сначала в Италии, а затем в Византии. Однако весьма парадоксально, что характерно для периода модерна, неовизантийский стиль в то время чаще именовали «неогреческим».
Собор представляет собой один огромный неф (без трансепта), но с капеллами по обеим сторонам и деамбулаторием в алтарной части. Длина нефа составляет 104 метра, ширина 48 метров, высота 30 метров. Грандиозный портал храма возведён по образцу порталов церкви Сан-Марко в Венеции. В средокрестии — огромное распятие, над алтарём по католической традиции устроен киворий на мраморных колоннах. В крипте захоронены архиепископы английской католической церкви. Все стены и своды предполагалось украсить мозаиками, но строительство оказалось столь дорогим, что мозаики удалось сделать только на триумфальной арке и в нижней части стен, своды остались необлицованными. Создатель храма Дж. Бентли скончался от сердечного приступа, не увидев окончания работ.
В крипте собора похоронен А. К. Бенкендорф — последний посол Российской империи в Великобритании.
В соборе установлен орган фирмы Henry Willis & Sons.